# Сисянтан
Сисянта́н (кит. упр. 西乡塘, пиньинь Xīxiāngtáng) — район городского подчинения городского округа Наньнин Гуанси-Чжуанского автономного района (КНР). Район назван по находящемуся на его территории водоёму Сисянтан.

## История
Именно здесь исторически размещались власти местных административных единиц. Со времён  империи Суй здесь был уезд Сюаньхуа (宣化县), в котором во времена империи Мин разместились власти Наньнинской управы (南宁府).
В конце 1911 года произошла Синьхайская революция, приведшая к свержению монархии в Китае. В июле 1912 года уезд Сюаньхуа был расформирован. В связи с проведённой в Китае реформой структуры административного деления, в ходе которой были упразднены управы, в июне 1913 года была расформирована Наньнинская управа и создан уезд Наньнин (南宁县). Так как оказалось, что в провинции Юньнань уже имеется уезд с таким названием, то в июне 1914 года уезд Наньнин был переименован в Юннин (邕宁县).
В июле 1929 года было создано правительство города Наньнин, существующее параллельно с органами власти уезда Юннин, однако уже в октябре того же года оно было расформировано, и опять остался только уезд Юннин. В 1931 году город Наньнин был официально создан вновь.
В составе КНР административное устройство Наньнина не раз менялось. В 1979 году было в очередной раз введено деление города на районы, и были образованы, в частности, районы Юнсинь (永新区) и Чэнбэй (城北区). В 2001 году районы Юнсинь и Чэнбэй были упразднены, а на основной части их земель был создан район Сисянтан.

## Административное деление
Район делится на 10 уличных комитетов и 3 посёлка.